# Desa Wirun (administrativ by i Indonesien, lat -7,68, long 109,92)
Desa Wirun är en administrativ by i Indonesien.   Den ligger i provinsen Jawa Tengah, i den västra delen av landet, 400 km öster om huvudstaden Jakarta.